# Elmo semichiuso

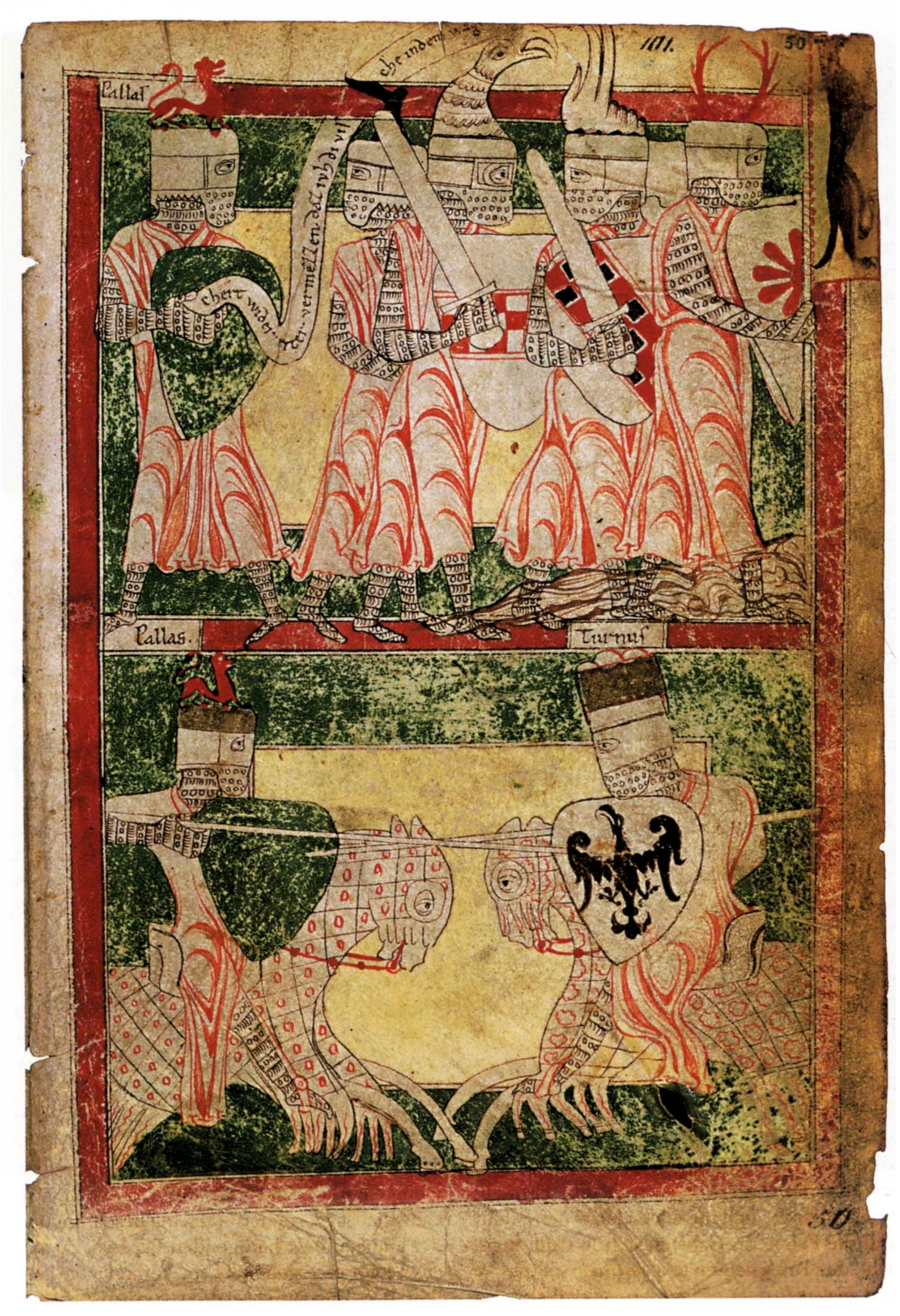
Milites con elmo semichiuso - manoscritto tedesco del 1215.

Elmo semichiuso (en. enclosed helmet, anche primitive great helm o early great helm) è la tipologia di elmo europeo transitoria tra l'elmo normanno tipico dell'Anno Mille ed il grande elmo utilizzato dai cavalieri medievali nel corso del XIII secolo. Era un manufatto in ferro costituito da un coppo semisferico con ghiera alla quale era assicurata una maschera ferrea che scendeva a proteggere il viso del portatore.

## Storia
L'elmo semichiuso, da intendersi come versione archetipica del successivo grande elmo venne sviluppato al volgere del XII secolo dagli armorari europei. Sin dalla seconda metà del secolo, l'elmo normanno massicciamente utilizzato dai milites e da tutti i professionisti della guerra in grado di potersi permettere un elmo più sofisticato della semplice cervelliera, fu oggetto di notevoli modifiche stilistiche. Il coppo, conico nell'elmo normanno "tradizionale", assunse dapprima la forma a tazza schiacciata e dipoi (ca. 1180) quella di un cilindro, mentre al nasale venne agganciata una maschera in ferro volta a proteggere il volto.

Le cause che promossero l'evoluzione di questa nuova tipologia di elmo non sono ben chiare. La necessità di potenziare l'apparato difensivo della maschera facciale fu dovuto, forse, ai colpi portati con sempre maggior frequenza al volto dei cavalieri durante le cariche tra cavalieri o dal sempre più massiccio ricorso a scariche di arcieri.
I reperti archeologici di elmi semichiusi non sono molti. Ricchissima è invece la testimonianza dell'esistenza di questa tipologia transitoria di elmo nell'iconografia del periodo. Una delle più antiche testimonianze di elmo semichiuso compare nel secondo Gran Sigillo di Riccardo I d'Inghilterra (1198). Illustrazioni d'area germanica leggermente più antiche (ca. 1180) mostrano invece degli elmi normanni a coppo bombato il cui nasale scende sino alla bocca del portatore coprendola con una seconda lamina parallela al bordo dell'elmo. Questi elmi con nasale a "T" si connaturerebbero come antesignami dell'elmo semichiuso vero e proprio.
Al principio del XIII secolo, l'elmo semichiuso ed il vecchio elmo con nasale coabitano sui campi di battaglia europei. Il materiale iconografico relativo alla Crociata albigese ci testimonia l'uso del vecchio elmo conico da parte di Raimondo VI di Tolosa mentre il suo alleato cataro Raimondo Ruggero Trencavel viene raffigurato già armato di elmo semichiuso.
Intorno al 1240, il grande elmo propriamente detto soppianta l'elmo semichiuso, mentre l'elmo a nasale resta in uso per il resto del secolo: ancora nel 1250, l'iconografia della "Bibbia Maciejowski" presenta molte figure di guerrieri armati di elmo con nasale.

## Costruzione
L'elmo semichiuso era realizzato interamente in ferro. Si costituiva di un coppo di forma cilindrica, bombato alla sommità, al cui bordo era assicurata una maschera di ferro che scendeva a proteggere il volto del portatore avvolgendo il mento. La maschera, traforata per permettere la respirazione e dotata di due fessure per gli occhi, era agganciata al coppo tramite una ghiera che correva lungo tutto il bordo inferiore dello stesso. Dalla ghiera si protendeva si fino al bordo inferiore della maschera una barra che separava le due fessure per gli occhi assolvendo alle funzioni del vecchio nasale. Nelle versioni più tarde (ca. 1215), l'elmo semichiuso presenta anche una gronda, speculare rispetto alla maschera, atta a garantire miglior protezione alla nuca ed al collo del guerriero.
La sommità bombata dell'elmo porta a supporre che, come sarebbe poi valso per il grande elmo propriamente detto, il manufatto venisse indossato per tramite di una cappuccio di panno e cuoio che permettesse di meglio assestarlo sul capo e fungesse al contempo da ammortizzatore in grado di ridurre lo shock del colpo nel passaggio dalla piastra di metallo al cranio.

Come il successivo grande elmo, anche l'elmo semichiuso era solitamente portato congiuntamente al camaglio sopra il quale veniva calzato. Parimenti, anche sulla sommità dell'elmo semichiuso poteva venir apposto il cimiero.